# أسيزي

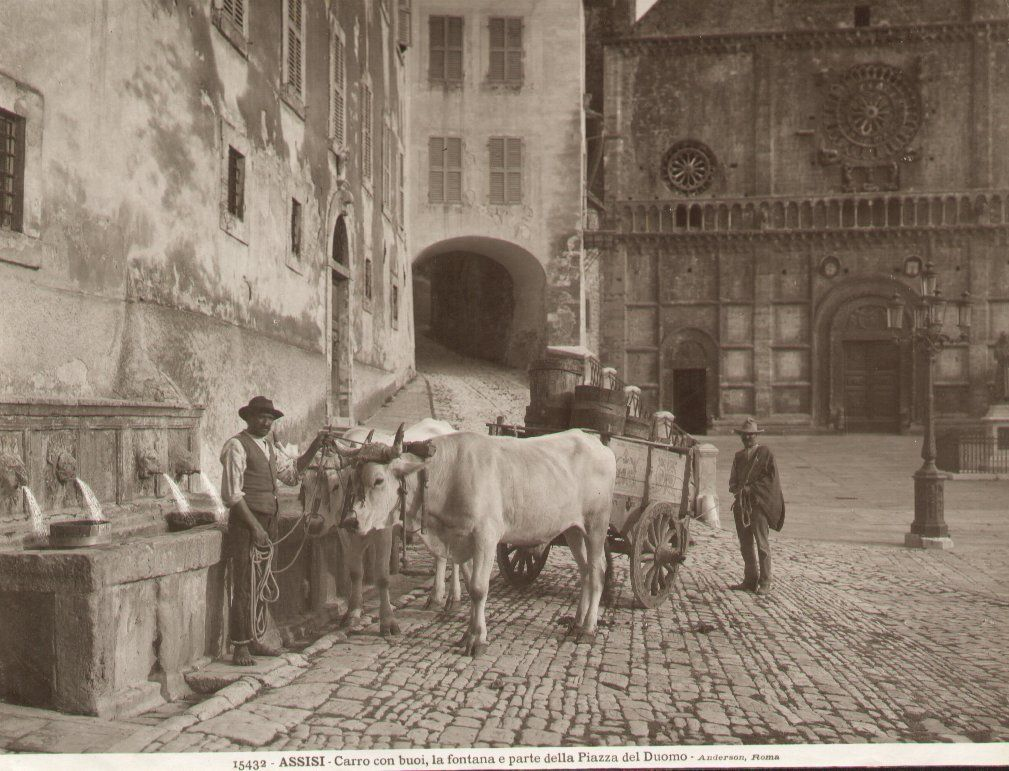
المدينة في القرن التاسع عشر

أسيزي (Assisi) مدينة ضمن مقاطعة بيروجيا بإقليم أومبريا في وسط إيطاليا، على الجناح الغربي لجبل مونتي سوبازيو. تشتهر بأن بها وُلد وعاش ومات القديس فرنسيس الأسيزي مؤسس الرهبنة الفرنسيسكانية في عام 1208، والقديسة كلارا الأسيزية، مؤسـِسة أخوية السيدات الفقراء.
يبلغ عدد قاطينيها 26.946 ساكن، ومساحة أراضيها البلدية 186,84 كيلومتر مربع.

## السكان
في سنة 1861 بلغ عدد السكان 13٬559 نسمة، وتطور العدد ليصل في سنة 2011 لـ 27٬377 نسمة.
يظهر هذا المخطط البياني تطور النمو السكاني لـ أسيزي

## التاريخ

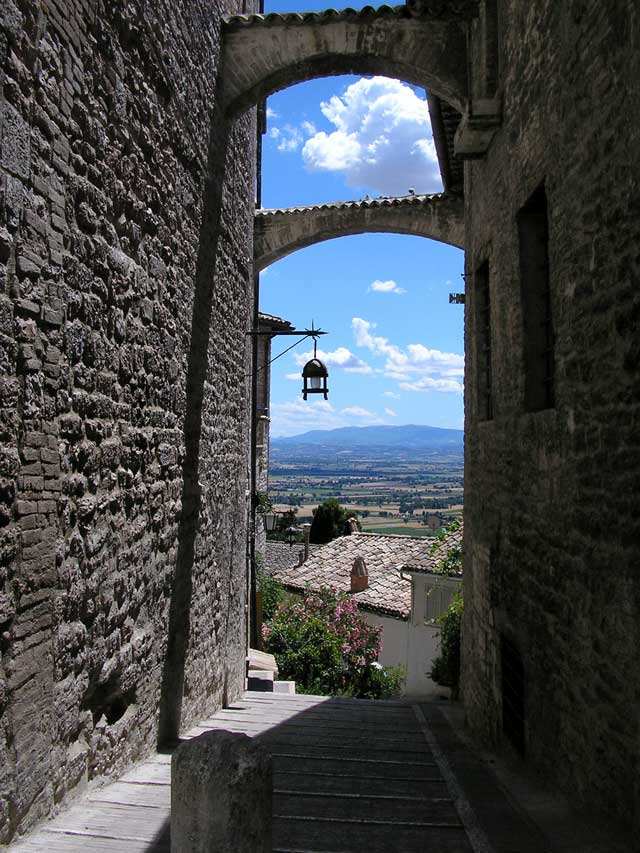
كنيسة سان فرانسيسكو إحدى مواقع الثراث العالمي

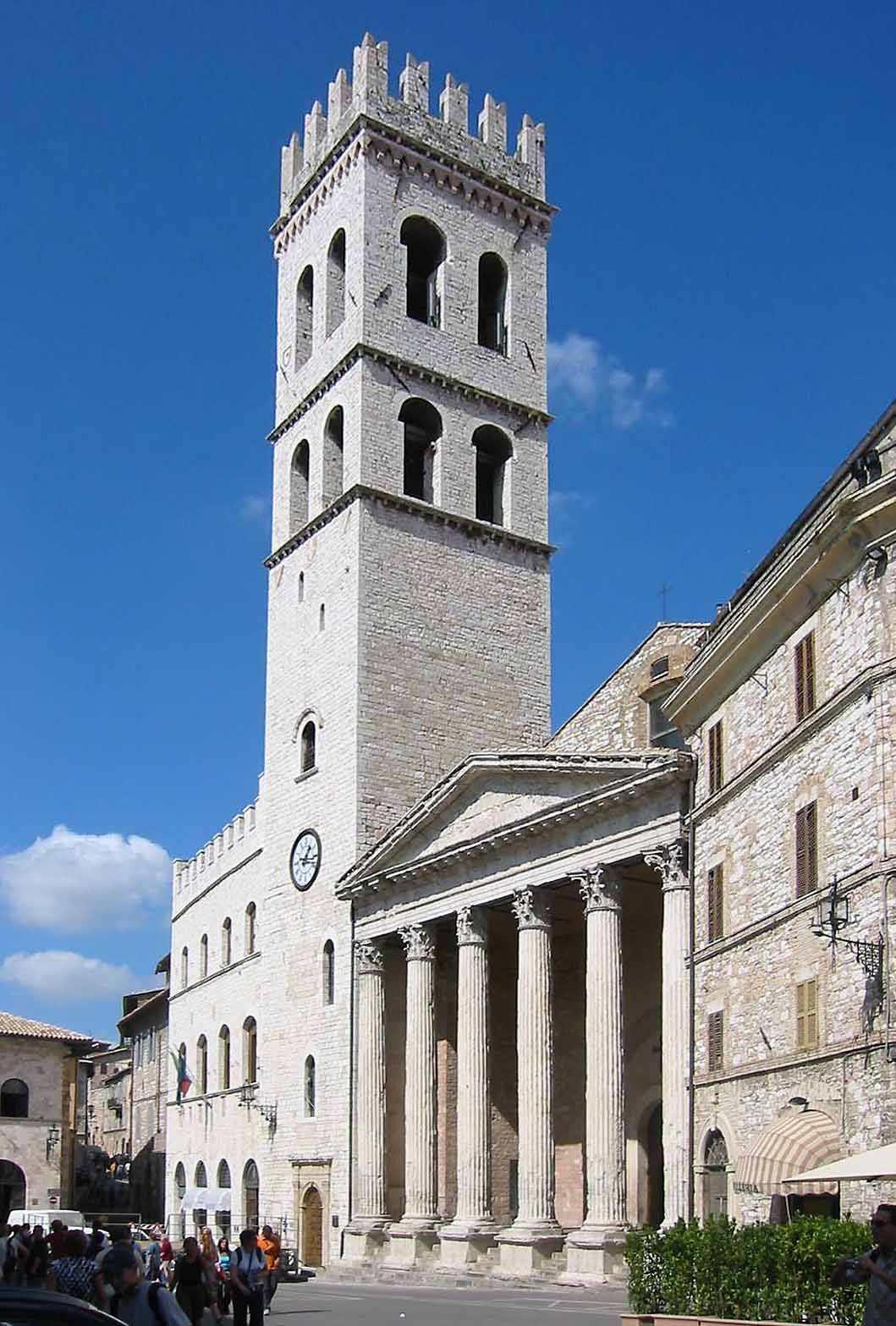
معبد منريفا

### الأمبريون والرومان
تشير عدة اكتشافات أثرية أن أسيزي نشأت من قرية صغيرة سكنها الأمبريون في زمن الحضارة الفيلانوفية (بين القرنين التاسع والثامن قبل الميلاد). وقعت المدينة بالقرب من الأراضي التي يسيطر عليها الإتروسكان وظلت تحت سلطتهم حتى سنة 295 ق.م، حين فرض الرومان سيطرتهم على وسط إيطاليا بعد معركة سنتينو. كانت بالنسبة لأسيسيوم (كما عروفت لدى الرومان) فترة مزدهرة: رُقـّيـَت إلى بلدية، وصارت مركزاً اجتماعياً واقتصادياً مهماً بالامبراطورية الرومانية. طوبونيمية الاسم ذات أصول ماقبل لاتينية، ويحتفظ بإتيمولوجية غير أكيدة، فـُسرت بطريقتين مختلفتين. مدينة الباشق (astore)، أو الجذر اللاتيني للعظام (ossa) أو جدول في إشارة واضحة إلى نهر أسينو.
بانهيار الامبراطورية الرومانية شهدت أسيزي عصر غزوات البربرية المظلم، فنهبها توتتيلا زعيم القوط في عام 545. بعد احتلال البيزنطيين لها لفترة وجيزة استولى عليها اللومبارديون فأصبحت بلدية حرة في القرن الحادي عشر. بعد فترة من الحروب، حاصرها واستولى عليها فريدريك بربروسا في عام 1174، الذي نصب عليها الدوق كونراد لوتسن المعروف أيضا باسم كونراد أورسلنغن. وبعد سنوات قليلة، بين عامي 1181 و1182، ولد بها فرنسيس الأسيسي.

### القرون الوسطى وعصر النهضة
سنة 1198 انتفض أهل المدينة على اضطهاد الدوق وطردوه منها. خلال نهاية النصف الأول من القرن الثالث عشر، تعرضت أسيزي الغويلفية لعدة هجمات من جانب قوات من المسلمين والتتار تتبع جيش فريدريك الثاني. دمـّرت القوات الامبراطورية البلاد عدة مرات ولكن المدينة صمدت بفضل قوة مقاتليها وشخصية كلارا الأسيزية. في السنوات التالية تناوب الغويلفيون والغيبلينيون على السيطرة على المدينة. ودخلت لاحقاً في إطار منطقة نفوذ الكنيسة، ورأسـَها البيرودجيون وجانغالياتسو فيسكونتي وآل مونتيفلترو وبراتشو دا مونتوني، حتى استقرت في النهاية لدى فرانشيسكو سفورزا. في نوفمبر سنة 1442 دفاع ألساندرو سفورزا عن أسيزي التي حوصرت بقوات يقودها نيكولو بيتشينينو. وبعد عدة أيام من المحاولات غير المثمرة تمكنت القوات المحاصـِرة من اختراق الأسوار المحيطة بمساعدة راهب خائن. دُمرت أسيزي بشدة ونهبت، ولكن بيتشينينو عارض تدميرها بالكامل، رافضاً 15,000 فلورين عرضها البيرودجيون لذلك.
تميزت عميقاً بالصراع الداخلي الدائم بين النيبس (جانب الأعلى المنضم إلى الغيبلينيين) والفيومي (جانب الأسفل المرتبطين بالغويلفيين)، سُلمت أسيزي بشكل دائم إلى الكنيسة في عهد البابا بولس الثالث بالقرن السادس عشر.
في عام 1860، وبالإجماع، انضمت إلى الدولة الإيطالية الناشئة.

## التوأمة
- بيت لحم
- سان فرانسيسكو

1. ↑  "Superficie di Comuni Province e Regioni italiane al 9 ottobre 2011" (بالإيطالية). Istituto nazionale di statistica. Retrieved 2019-03-16.
2. ↑   https://demo.istat.it/?l=it. {{استشهاد ويب}}: |url= بحاجة لعنوان (مساعدة) والوسيط |title= غير موجود أو فارغ (من ويكي بيانات) (مساعدة)
3. ↑  GeoNames (بالإنجليزية), 2005, QID:Q830106
4. ↑   https://oewd.org/san-francisco-sister-cities. {{استشهاد ويب}}: |url= بحاجة لعنوان (مساعدة) والوسيط |title= غير موجود أو فارغ (من ويكي بيانات) (مساعدة)
5. ↑   http://www.comune.bari.it/documents/20181/24040413/Protocollo+di+Collaborazione.pdf/fdcb75af-ac54-4f5e-8fc1-bc9f8fa7a6e6. {{استشهاد ويب}}: |url= بحاجة لعنوان (مساعدة) والوسيط |title= غير موجود أو فارغ (من ويكي بيانات) (مساعدة)
6. ↑   http://www.comune.bari.it/documents/20181/24040413/Delib.+G.M.+n.+253+del+18.4.2018+-+Sindaco+De+Caro.pdf/ff0f6a23-6d50-4fbd-b1ca-2251763148e1. {{استشهاد ويب}}: |url= بحاجة لعنوان (مساعدة) والوسيط |title= غير موجود أو فارغ (من ويكي بيانات) (مساعدة)
7. ↑   http://www.comune.bari.it/gemellaggi/-/asset_publisher/tfQJLAc084vx/content/assisi?inheritRedirect=false&redirect=http%3A%2F%2Fwww.comune.bari.it%2Fgemellaggi%3Fp_p_id%3D101_INSTANCE_tfQJLAc084vx%26p_p_lifecycle%3D0%26p_p_state%3Dnormal%26p_p_mode%3Dview%26p_p_col_id%3Dcolumn-2%26p_p_col_count%3D1. {{استشهاد ويب}}: |url= بحاجة لعنوان (مساعدة) والوسيط |title= غير موجود أو فارغ (من ويكي بيانات) (مساعدة)
8. ↑   http://www.comune.bari.it/gemellaggi. {{استشهاد ويب}}: |url= بحاجة لعنوان (مساعدة) والوسيط |title= غير موجود أو فارغ (من ويكي بيانات) (مساعدة)
9. ↑  بيانات من موقع ISTAT Istituto nazionale di statistica (ISTAT)  اطلع عليه بتاريخ 28-12-2012. نسخة محفوظة 28 يوليو 2019 على موقع واي باك مشين.